# Трансформеры: Месть падших
«Трансформеры: Месть падших» (англ. Transformers: Revenge of the Fallen) — американский научно-фантастический боевик режиссёра Майкла Бэя, продолжение фильма «Трансформеры». Мировая премьера состоялась 19 июня 2009 года (в России — 21 июня 2009). 29 июня 2011 года в российский прокат вышло продолжение этого фильма — «Трансформеры 3: Тёмная сторона Луны».

## Сюжет
17 000 лет назад до н. э. семь Праймов странствовали по Галактике в поисках звёзд для создания Энергона. Они установили одно правило — не уничтожать планеты, на которых есть жизнь. Но один из них нарушил это правило, Мегатронус Прайм (впоследствии — Фоллен/Падший), и установил на Земле Гаситель звёзд — устройство, собирающее энергию Солнца посредством уничтожения последнего. Однако машину можно активировать только с помощью Матрицы Лидерства. Вступив в бой со своими бывшими собратьями, Фоллен проиграл схватку, а Матрица была спрятана Праймами в неизвестном месте на планете.
Прошло два года с момента масштабного столкновения автоботов и десептиконов в Мишн-Сити. Зло вроде бы побеждено, останки Мегатрона — лидера десептиконов — затоплены на дне Марианской впадины. Отряд автоботов во главе с Оптимусом Праймом получил масштабное пополнение и был объединён вместе с людьми Леннокса — теперь уже майора — в специальное подразделение под названием «NEST» (Networked Elements: Supporters and Transformers), которое базируется на острове Диего-Гарсия и занимается обезвреживанием оставшихся на планете десептиконов.
Очередная операция подразделения «NEST» проводится в Шанхае, где орудует громадный десептикон Демолишер. Оптимус Прайм вступает в сражение с Демолишером и наносит ему смертельную рану; но перед тем, как умереть, тот успевает произнести загадочную фразу: «Вам не править этой планетой… Фоллен снова восстанет…». Это звучит как предупреждение о какой-то новой серьёзной опасности. Однако именно в это время сотрудничество людей и автоботов оказывается под угрозой: в штаб «NEST» в Вашингтоне прибывает представитель президента Гелоуэй с предписанием автоботам покинуть Землю, объясняя это тем, что если они уйдут, десептиконы прекратят свои нападения. Оптимус Прайм принимает решение подчиниться, но он очень сомневается в том, что это действительно устранит все проблемы. К сожалению, он оказывается прав.
Оказывается, что «Искра» была уничтожена не полностью — на Земле сохранилось два её осколка. Один из них, взятый Оптимусом с тела погибшего Мегатрона в конце предыдущего фильма, спрятан на тщательно охраняемом объекте «В-14», в электромагнитном сейфе, а другой случайно застрял в куртке Сэма Уитвики. Десептикон Саундвейв, подключившись к американскому военному спутнику связи, определяет местонахождение первого осколка; его посланец — Рэведж — врывается на объект и похищает осколок, а затем, сопровождаемый Конструктиконами, доставляет его к месту захоронения своего предводителя. Там десептиконы убивают Скрэпметала и вставляют осколок в грудь Мегатрону.
Воскрешённый Мегатрон летит на базу десептиконов, которая находится на спутнике Сатурна, и первым делом устраивает «разборку» со Старскримом, обвиняя его в том, что тот бросил его на произвол судьбы на Земле и присвоил себе его полномочия. Избив Старскрима, Мегатрон вновь заявляет свои права на лидерство. Однако сам он, в свою очередь, подчиняется некоему Фоллену (англ. Fallen — «падший»). Фоллен объясняет Мегатрону, что Искру можно восстановить, если найти и активировать установленное им когда-то на доисторической Земле устройство для отключения Солнца. Но для этого необходима дополнительная информация, носителем которой является Сэм Уитвики, сохранивший у себя второй остаток Искры. Мегатрон, Старскрим и другие десептиконы отправляются на Землю, чтобы найти Сэма.
Тем временем Сэм, расставшись на время со своей девушкой Микаэлой, с родителями и верным Бамблби, отправляется учиться в колледж в Филадельфии, поселившись вместе со своим сверстником Лео — создателем конспиративного сайта. Перед самым отъездом он нечаянно берёт в руки осколок Искры, и с ним начинает происходить нечто странное — он повсюду пишет какие-то непонятные символы. Сэм догадывается, что это каким-то образом связано с осколком, а вскоре он убеждается в том, что это так и есть — десептикон Гриндор захватывает его (а заодно и его друзей — Микаэлу и Лео) в плен и передаёт Мегатрону, который заявляет, что намерен извлечь нужную ему информацию прямо из мозга Сэма. Сэму грозит неминуемая смерть, но Оптимус Прайм и Бамблби спасают его. Оптимус вступает в неравный бой с десептиконами, преследующими Сэма, отрубает манипулятор Старскриму и убивает Гриндора, но и сам погибает, пронзённый клинком Мегатрона. Когда другие автоботы (Рэтчет, Айронхайд и пр.) прибывают на место действия, уже всё кончено.
В момент смерти Прайма Фоллен начинает действовать. Он объявляет всеобщую мобилизацию десептиконов и вылетает на Землю. Сразу по прибытии десептиконы атакуют военный флот США в Персидском заливе и топят его. Фоллен подключается к мировой телевизионной сети и передаёт по всем телеканалам мира своё требование выдать ему Сэма Уитвики, угрожая в противном случае уничтожить всех землян.
Выяснить причину нездорового интереса десептиконов к персоне Сэма помогают трое — бывший агент «Сектора 7» Симмонс, крошечный миникон Уили и старый дряхлый трансформер Джетфайер, обнаруженный в Аэрокосмическом музее. Именно он раскрывает Сэму значение таинственных символов, запечатлённых в его памяти: это не что иное, как адрес тайника, где спрятана Матрица лидерства — ключ, запускающий «Гаситель звёзд». Если это случится, земное Солнце погаснет, и жизнь на Земле исчезнет. Чтобы не допустить этого, автоботы и люди вместе должны противостоять Фоллену и его воинам. Но Фоллен, как выясняется, — один из Праймов, предавший своих братьев. И только Прайму под силу остановить его. Следовательно, необходимо воскресить Оптимуса Прайма, а это можно сделать только с помощью Матрицы. Джетфайер телепортирует Сэма и его друзей в Египет, а оттуда они направляются в Иорданию и там находят Матрицу. К несчастью, она настолько древняя, что рассыпается в порошок в руках Сэма; но он верит, что и в таком виде она всё равно сможет помочь Оптимусу.
Агент Симмонс связывается с майором Ленноксом и даёт ему понять, что есть возможность оживить Прайма. Он сообщает координаты места встречи (в районе залива Акаба); тот немедленно поднимает своих бойцов и вместе с автоботами высаживается в указанном районе. Однако десептиконы переходят в полномасштабное наступление, чтобы перехватить Матрицу и не дать воскресить Прайма. Часть из них атакует позиции отряда Леннокса, Старскрим с остальными ищет Сэма, а гигантский составной трансформер Девастатор разрушает пирамиду Хефрена, чтобы открыть Фоллену доступ к Гасителю звёзд.
Тем временем Симмонс просит бойцов на авианосце уничтожить Девастатора из электромагнитной пушки, и у них это получается. Затем люди, чтобы уничтожить десептиконов в городе, вызывают десяток истребителей F-16 и бомбардировщик B-1B Lancer. Самолёты справляются с задачей, но вдруг появляется Мегатрон и выстрелом из своей термоядерной пушки убивает Сэма. На том свете Сэм увидел Праймов, которые открыли ему главную тайну настоящего лидера: Матрицу невозможно найти, её можно только заслужить. Затем энергия Праймов восстанавливает матрицу, а Сэм воскресает. Очнувшись, Сэм с помощью восстановившейся Матрицы оживляет Оптимуса, но тот слишком слаб, чтобы сражаться с Фолленом. И тогда старый Джетфайер, жертвуя собой, отдаёт свою энергию, свои доспехи и оружие. Фоллен нападает на Оптимуса и выбивает матрицу из груди. Фоллен забирается на пирамиду, вставляет матрицу и готовится запустить установку. Прайм летит к пирамиде и, сбив с ног Мегатрона и Фоллена, выстрелом уничтожает Гаситель звёзд. Во время битвы усовершенствованный Оптимус отстреливает Мегатрону половину лица и отрывает руку, а Фоллену вырывает лицо и раздавливает его Искру. Старскрим и тяжело раненый Мегатрон улетают. Сэм и Микаэла признаются друг другу в любви и целуются.
В финальных кадрах Сэм, Оптимус и остальные плывут на корабле домой. Во время титров Сэм и Лео возвращаются в колледж.

## Актёры и персонажи
| Актёр                | Роль                         |
| -------------------- | ---------------------------- |
| Шайа Лабаф           | Сэм Уитвики                  |
| Меган Фокс           | Микаэла Бейнс                |
| Джош Дюамель         | майор Уильям Леннокс         |
| Тайриз Гибсон        | сержант Роберт Эппс          |
| Джон Туртурро        | Сеймур Симмонс               |
| Рамон Родригес       | Лео Шпитц                    |
| Кевин Данн           | Рон Уитвики                  |
| Джули Уайт           | Джуди Уитвики                |
| Джон Бенджамин Хикки | Теодор Гелоуэй               |
| Гленн Моршауэр       | генерал Моршауэр             |
| Изабель Лукас        | Элис                         |
| Рэйн Уилсон          | профессор Колан              |
| Джонатан Трент       | Фассбиндер                   |
| Ховард Уолкер        | Шарски                       |
| Майкл Пападжон       | отец Микаэлы Кэл             |
| Энни Корзен          | мать Симмонса                |
| Джон Нилсен          | капитан Уайлдер              |
| Мэттью Марсден       | капитан спецназа S.A.S. Грэм |

| Актёр                 | Роль                                             |
| --------------------- | ------------------------------------------------ |
| Питер Каллен          | Оптимус Прайм (озвучка)                          |
| Хьюго Уивинг          | Мегатрон (озвучка)                               |
| Тони Тодд             | Фоллен (озвучка)                                 |
| Чарльз Адлер          | Старскрим (озвучка)                              |
| Роберт Фоксуорт       | Рэтчет (озвучка)                                 |
| Джесс Харнелл         | Айронхайд (озвучка)                              |
| Томас Кенни           | Скидс, Уили (озвучка)                            |
| Рино Уилсон           | Мадфлэп (озвучка)                                |
| Марк Райан            | Джетфайер (озвучка)                              |
| Андре Соглиуззо       | Сайдсвайп (озвучка)                              |
| Грей ДеЛизл           | Арси (озвучка)                                   |
| Фрэнк Уэлкер          | Саундвейв, Девастатор, Ридман, Гриндор (озвучка) |
| Кэлвин Уиммер         | Демолишер (озвучка)                              |
| Джон Ди Кроста        | Доктор (озвучка)                                 |
| Кевин Майкл Ричардсон | Рэмпейдж, Скипджек, Прайм № 2 (озвучка)          |
| Майкл Йорк            | Прайм № 1 (озвучка)                              |
| Робин Аткин Даунс     | Прайм № 3 (озвучка)                              |

## Саундтрек
| №   | Название                                      | Автор(ы)                 | Длительность |
| --- | --------------------------------------------- | ------------------------ | ------------ |
| 1.  | «New Divide»                                  | Linkin Park              | 4:31         |
| 2.  | «21 Guns»                                     | Green Day                | 5:21         |
| 3.  | «Let It Go»                                   | Cavo                     |              |
| 4.  | «Capital M-E»                                 | Taking Back Sunday       |              |
| 5.  | «Never Say Never»                             | The Fray                 |              |
| 6.  | «Burn It to the Ground»                       | Nickelback               |              |
| 7.  | «Burning Down the House(Talking Heads cover)» | The Used                 |              |
| 8.  | «Not Meant to Be»                             | Theory of a Deadman      |              |
| 9.  | «Real World»                                  | The All-American Rejects |              |
| 10. | «Don't Think I Love You»                      | Hoobastank               |              |
| 11. | «This Is It»                                  | Staind                   |              |
| 12. | «Almost Easy»                                 | Avenged Sevenfold        |              |
| 13. | «Transformers: The Fallen Remix»              | Cheap Trick              |              |

| №   | Название                                                                          | Длительность |
| --- | --------------------------------------------------------------------------------- | ------------ |
| 1.  | «Prime»                                                                           | 2:14         |
| 2.  | «Einstein's Wrong»                                                                | 3:35         |
| 3.  | «NEST (при участии Linkin Park)»                                                  | 2:08         |
| 4.  | «The Shard»                                                                       | 2:42         |
| 5.  | «The Fallen»                                                                      | 4:03         |
| 6.  | «Infinite White»                                                                  | 3:58         |
| 7.  | «Heed Our Warning»                                                                | 4:26         |
| 8.  | «The Fallen's Arrival»                                                            | 3:47         |
| 9.  | «Tomb of the Primes»                                                              | 2:47         |
| 10. | «Forest Battle»                                                                   | 2:04         |
| 11. | «Precious Cargo»                                                                  | 1:38         |
| 12. | «Matrix of Leadership»                                                            | 3:50         |
| 13. | «I Claim Your Sun»                                                                | 3:06         |
| 14. | «I Rise, You Fall (Contains excerpts and themes from "No Sacrifice, No Victory")» | 3:35         |

## Кассовые сборы
Несмотря на в основном негативные критические оценки (19 % одобрения на Rotten Tomatoes со средней оценкой 3.89/10 и 35/100 на сайте-агрегаторе Metacritic), фильм получил высокие кассовые сборы. Всего за первые пять дней проката фильм собрал $200 млн.
Уже 20 июля 2009 года (менее чем через месяц после выхода фильма) кассовые доходы второй части «Трансформеров» превзошли все доходы первой части.
По состоянию на 15 октября 2009 года фильм собрал около $402 111 870 в США, а также около $434 185 358 в остальном мире (в том числе 18,17 млн в России). Что в целом составляет примерно до $836 297 228. Это делает «Трансформеры: Месть падших» четвёртым самым кассовым фильмом 2009 года, уступая лишь картинам «Аватар», «Гарри Поттер и Принц-полукровка» и «Ледниковый период 3: Эра динозавров».